# Лас-Авес
Лас-Авес (ісп. Las Aves) — архіпелаг з 11 островів, що належить Венесуелі, розташований у південній частині Карибського моря. Постійного населення немає.

## Географія
Архіпелаг розташовується на півдні Карибського моря, за 57 км на захід від острова Банайре. Найближчий континентальний берег Венесуели знаходиться за 118 км на південний захід. Складається з 2 груп: Барловенто на сході (острови Ісла Авес де Барловенто, Ісла Тесоро, Кайо Бубі, Кайо де Лас Бобас) та Сотавенто на заході (острови Ісла Авес де Сотавенто, Ісла Ларґа, Кайо Тірра, Ісла Сакуісаку, Кайос де ла Колонія, Ісла Мацета, Кайо Стерна).

## Історія
Індіанці з узбережжя Венесуели відвідували острови ще з 1 тис. до н.е. Острів було відкрито іспанцями 1499 року. З 17 століття голландські та іспанські поселенці використовували острови для тимчасового проживання при видобутку риби або деревини, проте через брак прісної води постійних поселень створено не було.